# Carlos Areia
Carlos Mário Eusébio Areia, mais conhecido por Carlos Areia (n. 31 de Dezembro de 1943), é um actor português.

## Biografia
Fez teatro amador durante vários anos, tendo-se estreado no teatro profissional em 1981, com a revista Chá e Porradas no Teatro ABC. Fez vários espetáculos no Parque Mayer onde se manteve durante aproximadamente dez anos, passando também pelo Teatro Variedades e Maria Vitória.
Foram várias as suas participações em televisão como: Nós os Ricos, Milionários à Força, Malucos do Riso, Morangos com Açúcar, Ana e os Sete, Anjo Selvagem, Aqui não Há Quem Viva ou Destinos Cruzados.
Em cinema participou em filmes como: Ladrões de Tuta e Meia (2019) ou Gabriel (2019).

## Televisão
| Ano                | Projeto                              | Papel                                                              | Notas                 | Canal             |
| ------------------ | ------------------------------------ | ------------------------------------------------------------------ | --------------------- | ----------------- |
| 1982               | Vila Faia                            | Colega                                                             | Pequena Participação  | RTP1              |
| 1987               | Ora Viva                             | Vários papéis                                                      | Pequena Participação  | RTP1              |
| 1987 - 1988        | Eu Show Nico                         | Vários papéis                                                      | Ator Convidado        | RTP1              |
| 1988               | Os Homens da Segurança               | Joaquim «Quim»                                                     | Elenco Principal      | RTP1              |
| 1988               | Três em Lua de Mel                   |                                                                    | Filme para televisão  | RTP1              |
| 1988               | Daqui Fala o Morto                   |                                                                    | Filme para televisão  | RTP1              |
| 1988               | Uma Bomba Chamada Etelvina           | Eduardo Rodrigues                                                  | Elenco Principal      | RTP1              |
| 1988 - 1989        | Sétimo Direito                       | Rui                                                                | Elenco Principal      | RTP1              |
| 1989               | Crime à Portuguesa                   | Chefe de pessoal                                                   | Elenco Adicional      | RTP1              |
| 1989               | Caixa Alta                           |                                                                    | Elenco Adicional      | RTP1              |
| 1989 - 1990        | Ricardina e Marta                    | Zeferino                                                           | Elenco Principal      | RTP1              |
| 1990               | Napoleão, Meu Amor!                  | Napoleão Neto                                                      | Protagonista          | RTP1              |
| 1990               | O Cacilheiro do Amor                 | Ferreira                                                           | Elenco Adicional      | RTP1              |
| 1991               | Quem Manda Sou Eu                    | Nelson                                                             | Elenco Adicional      | RTP1              |
| 1992 - 1993        | Giras e Pirosas                      | Série                                                              | Elenco Principal      | RTP1              |
| 1993               | Cinzas                               | Ajudante de Raimundo                                               | Elenco Adicional      | RTP1              |
| 1994               | Sozinhos em Casa                     | Zézé                                                               | Elenco Adicional      | RTP1              |
| 1994               | Na Paz dos Anjos                     | Empresário futebolista                                             | Elenco Adicional      | RTP1              |
| 1994               | Desculpem Qualquer Coisinha          | Toni                                                               | Elenco Adicional      | RTP1              |
| 1996               | Os Imparáveis                        | Damião                                                             | Elenco Principal      | RTP1              |
| 1996 - 1999        | Nós os Ricos                         | Pires                                                              | Protagonista          | RTP1              |
| 1997               | Os Malucos do Riso                   | Vários papéis                                                      | Elenco Adicional      | SIC               |
| 1998               | Médico de Família                    | Gerente                                                            | Elenco Adicional      | SIC               |
| 1999               | Jornalistas                          | Frazão                                                             | Elenco Adicional      | SIC               |
| 1999               | Docas 2                              | Vários papéis                                                      | Elenco Adicional      | RTP1              |
| 1999               | Companhia do Riso                    | Vários papéis                                                      | Elenco Principal      | RTP1              |
| 2000               | Bacalhau Com Todos                   | Armindo                                                            | Elenco Principal      | RTP1              |
| 2001               | Elsa, Uma Mulher Assim               | Romeu                                                              | Elenco Adicional      | RTP1              |
| 2001               | Milionários à Força                  | Américo Cordeiro                                                   | Elenco Principal      | RTP1              |
| 2001 - 2003        | Anjo Selvagem                        | Casimiro                                                           | Elenco Principal      | TVI               |
| 2003 - 2004        | Ana e os Sete                        | António Xavier                                                     | Elenco Principal      | TVI               |
| 2003 - 2004        | Portugal no Coração                  | Vários papéis                                                      | Ator Convidado        | RTP1              |
| 2003               | A Minha Sogra É uma Bruxa            | Slim                                                               | Elenco Adicional      | RTP1              |
| 2003               | Maré Alta                            | Passageiro                                                         | Participação Especial | SIC               |
| 2004               | O Prédio do Vasco                    | António                                                            | Elenco Principal      | TVI               |
| 2004 - 2005        | Morangos com Açúcar                  | Artur Rochinha                                                     | Elenco Principal      | TVI               |
| 2004 - 2005        | Inspetor Max                         | Nunes                                                              | Participação Especial | TVI               |
| 2004 - 2005        | Inspetor Max                         | Hugo                                                               | Participação Especial | TVI               |
| 2005               | O Clube das Chaves                   | Fisherman                                                          | Elenco Adicional      | TVI               |
| 2005               | Vasquinho e Companhia                | António                                                            | Elenco Adicional      | TVI               |
| 2006               | O Bando dos Quatro                   | Joaquim                                                            | Elenco Adicional      | TVI               |
| 2006               | O Bando dos Quatro                   | Mr. João                                                           | Elenco Adicional      | TVI               |
| 2006               | 7 Vidas                              | Lopes                                                              | Elenco Adicional      | SIC               |
| 2006               | Camilo em Sarilhos                   | Vieira                                                             | Elenco Adicional      | SIC               |
| 2006 - 2008        | Aqui Não Há Quem Viva                | Alberto Laranjeira                                                 | Elenco Principal      | SIC               |
| 2007 - 2009        | As Tardes da Júlia                   | Vários papéis                                                      | Ator Convidado        | TVI               |
| 2011 - 2013        | Os Compadres                         | Arlindo                                                            | Elenco Principal      | RTP1              |
| 2012               | Remédio Santo                        | José «Zé» Olegário                                                 | Elenco Adicional      | TVI               |
| 2013               | Hotel Cinco Estrelas                 | Tony Correia                                                       | Elenco Adicional      | RTP1              |
| 2013 - 2014        | Destinos Cruzados                    | Valdomiro « Vavá» Lacerda de Sant'ana e Ramiro Lacerda de Sant'ana | Elenco Principal      | TVI               |
| 2014               | Giras & Falidas                      | Vinagre                                                            | Elenco Adicional      | TVI               |
| 2015               | Água de Mar                          | Celso Pereirinha                                                   | Elenco Adicional      | RTP1              |
| 2015               | Agora a Sério                        | Venâncio                                                           | Elenco Principal      | RTP1              |
| 2015               | Jardins Proibidos                    | Dinis                                                              | Elenco Adicional      | TVI               |
| 2016               | A Casa é Minha                       | Chefe                                                              | Elenco Adicional      | TVI               |
| 2018               | A Herdeira                           | Médico                                                             | Elenco Adicional      | TVI               |
| 2018 - 2019        | Alma e Coração                       | Vítor                                                              | Elenco Adicional      | SIC               |
| 2019 - 2021        | Nazaré                               | João Pereira                                                       | Elenco Principal      | SIC               |
| 2020 - 2021        | Patrões Fora                         | Norberto Silva                                                     | Elenco Principal      | SIC               |
| 2022 - 2023        | Por Ti                               | Tomás «Tosso» Soares                                               | Elenco Principal      | SIC               |
| 2023 - 2024        | Papel Principal                      | Gustavo Silvestre                                                  | Elenco Principal      | SIC               |
| 2025               | Domingão Especial Terra Contra Terra | Ele Próprio                                                        | Presidente do Júri    | SIC               |
| 2025 - por estrear | Lugar dos Sonhos                     |                                                                    | Protagonista          | TVI / Prime Video |

## Cinema
| Ano  | Projeto                           | Papel                    |
| ---- | --------------------------------- | ------------------------ |
| 2004 | Medicina Sobre Rodas              |                          |
| 2006 | Horizonte                         | Lucas                    |
| 2014 | Nirvana - O Filme                 | Pandarilha               |
| 2015 | Meu Passado me Condena 2: O Filme | Senhor da Estrada        |
| 2018 | Gabriel                           | Pai Rui                  |
| 2019 | Ladrões de Tuta e Meia            | Amílcar Lacerda          |
| 2022 | Quem Matou Laura Paula            | Padre exorcista Bernardo |
| 2022 | Duros de Roer                     |                          |
| 2023 | A Bela América                    | Pai                      |

## Vida pessoal
É pai da actriz Cristina Areia, fruto do casamento com Maria Manuela. Do casamento com Rosa Costa (atriz Rosa Areia), tem uma filha: Dulce Areia. Atualmente mantém uma relação com a também actriz Rosa Bela, nascida em 17 de dezembro de 1991 (33 anos).